# Déportation des Amérindiens

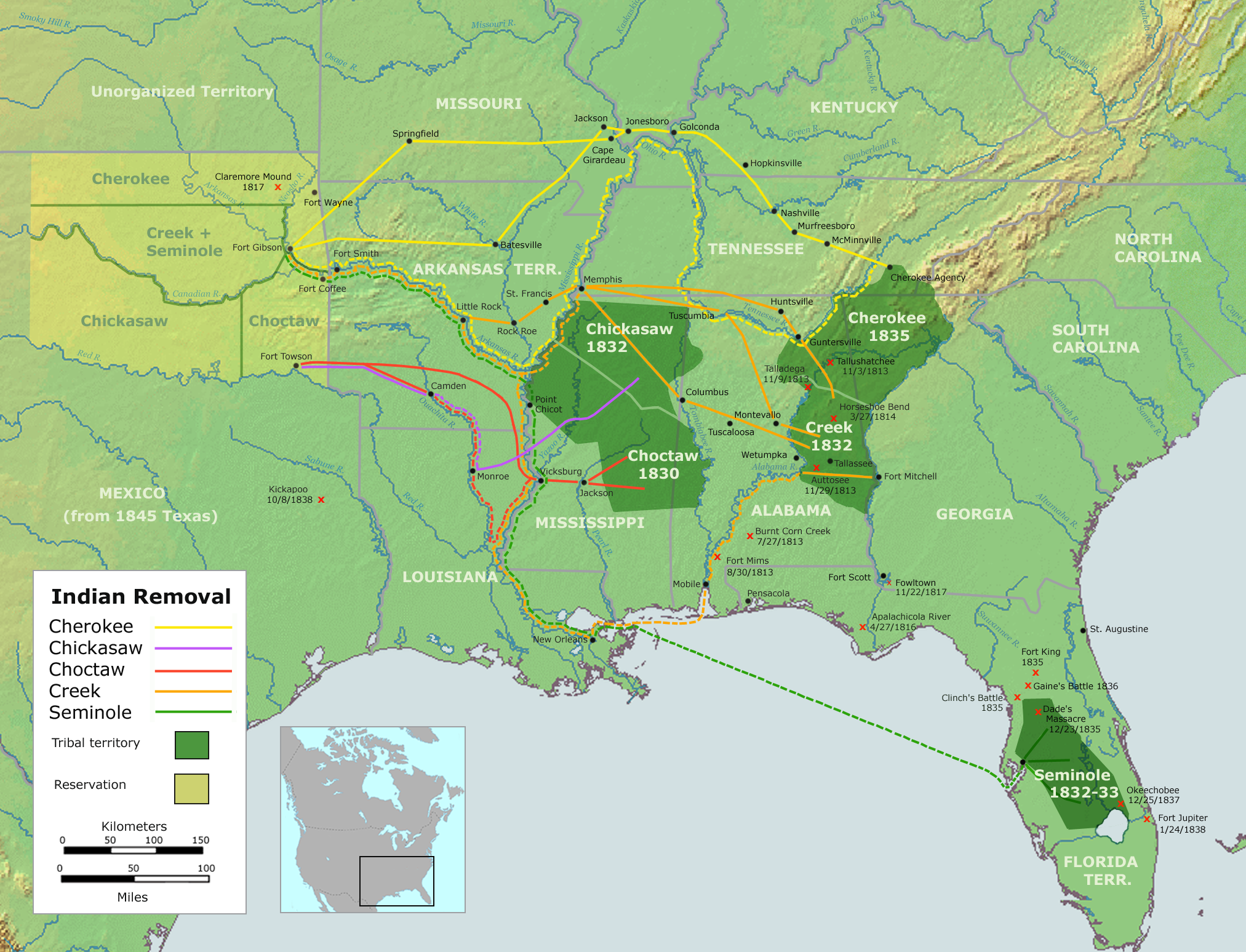
Trajets des déportations des populations amérindiennes.

La déportation des Amérindiens appelée également « Déplacement des Amérindiens » fut une décision du gouvernement des États-Unis dans la première moitié du XIXe siècle.
Cette politique gouvernementale connue sous le nom de l'Indian Removal Act (en français : Loi de déplacement des Amérindiens), fut une loi des États-Unis datant du 26 mai 1830 et proposée par Andrew Jackson. Cette loi répressive ordonna la déportation des Amérindiens vivant dans les territoires compris entre les treize États fondateurs et le fleuve Mississippi, vers un territoire situé à l'Ouest de ce fleuve. Ce déplacement forcé concerna 60 000 Amérindiens.
Depuis la présidence de Thomas Jefferson, la politique américaine fut d'autoriser les Amérindiens à demeurer à l'est du Mississippi, dans la mesure où ils étaient assimilés ou « civilisés ». Cet objectif politique initial était de faire abandonner aux autochtones leurs propres cultures, religions et modes de vie en faveur de la culture européenne, et d'un mode de vie sédentaire agricole. Thomas Jefferson s'attendait ainsi qu'en assimilant les Indiens d'Amérique, ces derniers deviendraient économiquement dépendants du commerce et du pouvoir économique des Américains blancs, et ainsi être prêts à renoncer à leurs propres terres en échange de biens et de marchandises.
Au début du XIXe siècle, la notion de « terre d'échange » fut développée et écrite dans des traités de cession territoriale. Les Amérindiens renonceraient à leur terre dans l'est du pays en échange d'une terre égale ou comparable à l'ouest de la rivière Mississippi. Cette idée a été proposée dès 1803, par Thomas Jefferson, mais ne fut utilisée dans des traités qu'en 1817, lorsque la Nation Cherokee accepta de céder deux grandes étendues de terres à l'est pour un territoire de même taille dans l'actuel Arkansas. Beaucoup d'autres traités de cette nature suivirent rapidement. Ce processus a abouti à l'idée de l'échange de toutes les terres des Amérindiens à l'est pour des terres à l'ouest. Ce processus aboutit à la loi de l'Indian Removal Act (« Acte de déplacement des Indiens ») de 1830.
En 1830, les cinq tribus dites « civilisées » (Cherokees, Chicachas, Chactas, Creeks, et Séminoles) car ayant adopté des usages européens et même la religion chrétienne, furent contraintes de devoir quitter leurs réserves indiennes en raison de la spéculation foncière et de la richesse du sous-sol en minerai.
Dès que la promulgation de l'Acte de déplacement des Indiens fut adoptée au Congrès, le gouvernement obligea les cinq tribus amérindiennes à signer des traités de déplacement vers de nouveaux territoires au-delà du Mississippi. Les expulsions démarrèrent aussitôt et la déportation de milliers de personnes prit une ampleur sans précédent.
| Nation    | Population à l'Est du Mississippi avant les traités de déplacement | Traité de déplacement (Année de signature) | Années des déportations | Total du nombre de déportés | Nombre de ceux qui sont restés | Décès durant la déportation        |
| --------- | ------------------------------------------------------------------ | ------------------------------------------ | ----------------------- | --------------------------- | ------------------------------ | ---------------------------------- |
| Chactas   | 19 554 + 6000 esclaves noirs                                       | Traité de Dancing Rabbit Creek (1830)      | 1831-1836               | 12 500                      | 7 000,                         | 2 000-4 000+ (Choléra)             |
| Creeks    | 22 700 + 900 esclaves noirs                                        | Traité de Cusseta (1832)                   | 1834-1837               | 19 600                      | ?                              | 3 500 (morts après la déportation) |
| Chicachas | 4 914 + 1 156 esclaves noirs                                       | Traité de Pontotoc (1832)                  | 1837-1847               | plus de 4 000               | Quelques centaines             |                                    |
| Cherokees | 21 500 + 2 000 esclaves noirs                                      | Traité de New Echota (1835)                | 1836-1838               | 20 000 + 2 000 esclaves     | 1 000                          | 2 000-8 000                        |
| Séminoles | 5 000 + esclaves noirs                                             | Traité de Payne's Landing (1832)           | 1832-1842               | 2 833                       | 250-500                        |                                    |

#### Droit international
- Peuple autochtone, Droits des peuples autochtones (Déclaration des droits des peuples autochtones)
- Terra nullius, Doctrine de la découverte, Colonisation, Décolonisation, Droit des peuples à disposer d'eux-mêmes